# Salinenstraße 60 (Bad Kissingen)

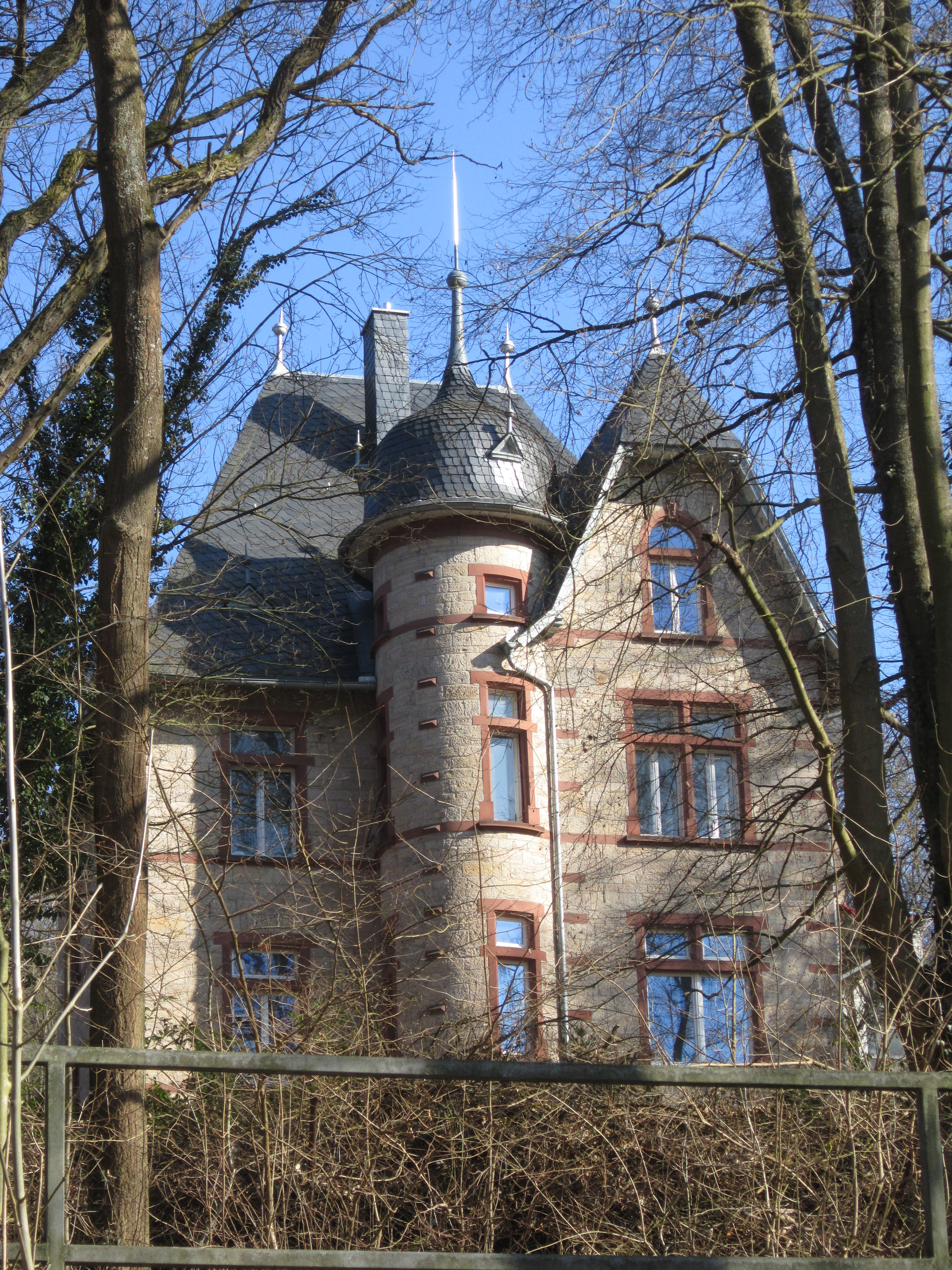
Salinenstraße 60 in Bad Kissingen.

Das Anwesen Salinenstraße 60 in der Salinenstraße in Bad Kissingen, der Großen Kreisstadt des unterfränkischen Landkreises Bad Kissingen, gehört zu den Bad Kissinger Baudenkmälern und ist unter der Nummer D-6-72-114-381 in der Bayerischen Denkmalliste registriert.

## Geschichte
Das Anwesen, genannt Villa Emmy, befindet sich im Bad Kissinger Stadtteil Hausen an der Gemarkungsgrenze zu Bad Kissingen; die Südgrenze des Grundstücks ist gleichzeitig Gemarkungsgrenze. Der kgl. (Hof)-Apotheker Franz Seraph Boxberger (* 20. September 1842; † 21. Dezember 1914) erwarb im Jahr 1893 das Grundstück Flur Nr. 3097 von Hermann Riegler und ließ 1894 dort ein Gebäude aus Kalksteinquadern mit Rotsandsteingliederungen errichten. Der ausführende Architekt ist mangels Bauakten unbekannt, möglicherweise stammt das Anwesen vom Bad Kissinger Architekten Carl Krampf, der wenig später, im Jahre 1897, das Haus Salinenstraße 22 für sich selbst errichtete.
Aus unbekannten Gründen verpachtete Boxberger im Jahr 1893 seine gutgehende Apotheke und zog nach Würzburg. Gerüchte besagten, er hätte die Villa Emmy als "Liebesnest" genutzt, doch ist dies, da seine Frau Eva Boxberger, geb. Nickels (* 4. Juli 1840; † 6. Januar 1926) Miteigentümerin der Villa war, unwahrscheinlich.
Am 29. Dezember 1909 veräußerte das Ehepaar Boxberger die Villa an den Münchener Baumeister Georg Hainthaler; auch hier sind die Gründe unbekannt. Hainthaler verkaufte das Anwesen wiederum für 36.000 Goldmark an den „Spezialarzt“ Arthur Veith. Am 4. März 1912 verkaufte Veith die Villa an das Hotelierehepaar Fritz und Emmy Welz; nach Emmy Welz wurde das Anwesen in Villa Emmy benannt.
Neue Besitzerin wurde am 3. August 1936 für einen Preis von 31.500 Reichsmark die aus Berlin-Tempelhof stammende Maria Ott (1864–1953). Ihr Sohn Wilhelm Felix Ott (1885–1948) war Besitzer eines Mineralwasserbetriebs, des späteren Theresienbrunnens. Da die Ehe von Wilhelm Ott und seiner Frau Antonie, geb. Eibenstein (1900–1975) kinderlos blieb, überließ Antonie Ott die Villa im Jahr 1967 ihrem Neffen, Walter Ott (1924–1998) und dessen Frau Ilse Ott, geb. Dannelke (1925–2007) aus Schneidemühl (Posen). Antonie Ott ließ für sich selbst einen Bungalow in dem Garten Salinenstraße 58 auf Bad Kissinger Gemarkung errichten. Nach Ilse Otts Tod wurde der Bungalow von der Familie Ott bewohnt; Bad Kissingen wurde dadurch zum Firmensitz.
Im Jahr 1938 wurde angedacht, die Villa Emmy an die 1935 entstandene Wasserversorgung von Hausen anzuschließen, was aber wegen Ausbruch des Zweiten Weltkrieges zurückgestellt wurde. Im Jahr 1948 griff Wilhelm Ott den Antrag wieder auf; das Anwesen wurde an die städtische Wasserversorgung angeschlossen.
Als nach dem Konkurs der Firma Theresienbrunnen der gesamte Besitz versteigert wurde, wurde die Villa von einem Würzburger Architekten erworben.